# Черненко Віталій Григорович
Черненко Віталій Григорович (* 11 лютого 1945, с. Андріївка Тамбовська область, Нікіфоровський район, Росія) — український політик, народний депутат України 3-го скликання, фахівець вищої категорії з анестезіології (1991) та з організації охорони здоров'я (1996).

## Життєпис
Народився 11 лютого 1945 року у с. Андріївка, Нікіфоровського району, Тамбовської області, Росія в родині шахтаря Григорія Яковича та Надії Дмитрівни Черненків.
- 1963—1964 роки — машиніст електровоза на шахті ім. К. Румянцева.
- 1964—1967 роки — проходження строкової військової служби в лавах Збройних сил СРСР.
- 1967—1968 роки — машиніст електровоза на шахті ім. К. Румянцева.
- 1968—1974 роки — навчання у Донецькому державному медичному інституті ім. М. Горького на лікувальному факультеті за спеціальністю «Лікар-анестезіолог».
- 1968—1991 роки — член КПРС.
- серпень 1974—1975 роки — інтерн у горлівській міській лікарні № 2.
- 1975—1994 роки — працює у медсанчастині Микитівського ртутного комбінату при горлівській міській лікарні № 8 на посадах — лікаря-анестезіолога, завідувачем анестезіологічного відділення, головного лікаря медустанови.
- березень 1990 — квітень 1994 роки — народний депутат України 1-го скликання, Голова підкомісії з покращення матеріально-технічної бази лікувально-профілактичних установ Комісії з питань охорони здоров'я людини.
- 1994—1996 роки — головний лікар горлівської міської лікарні № 8.
- липень 1996 — квітень 1998 роки — головний лікар горлівської міської лікарні № 2.
- 1994—1998 роки — депутат Донецької обласної ради народних депутатів.
- березень 1998 — квітень 2002 роки — народний депутат України 3-го скликання.
- липень 1998 — лютий 2000 роки — 1-й застунпик голови Комітету з питань охорони здоров'я, материнства та дитинства.
- липень 1997 — листопад 1999 роки — уповноважений представник групи «Незалежні».
- з листопада 1999 року — член фракції «Батьківщина»
- лютий 2000 — голова Комітету з питань охорони здоров'я, материнства та дитинства.
- також обіймав посаду завідувача секретаріату Комітету з питань охорони здоров'я, материнства та дитинства Апарату ВР України.

## Родина
Дружина Вікторія Мартинівна — лікар-кардіолог; дочка Наталія — лікар-анестезіолог; дочка Олена — медсестра.

## Захоплення
Садівництво.

## Нагороди
1997 року нагороджений орденом «За заслуги» (3-го ступеня).